# زخرفة قاشانية

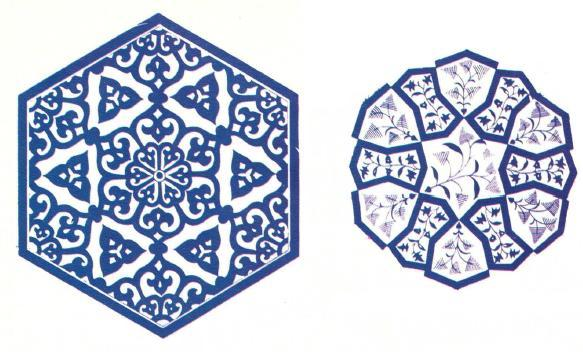
نموذج من الفن القاشاني

الفن القاشاني أو الزخرفة القاشانية هو من الفنون الزخرفية الفارسية، شاع استخدامه في إيران في القرن السادس عشر إلى القرن الثامن عشر ميلادي، وحل محل الفسيفساء، ثم ما لبث أن انتقل إلى تركيا في زمن العثمانيين مع انتقال العديد من الفنانين الفرس إلى تركيا، ليصبح الأساس في تزيين جدران المساجد والتكايا والقصور والمقابر والأضرحة.ويعتبر من فن المنمنمات.

## الفن القاشاني
والقاشاني عبارة عن ألواح خزفية (شبيه بالبلاطات) مربعة الشكل، تنقش على سطوحها زخارف ملونة بالأزرق النيلي والأزرق السماوي، والأخضر واحيانا الأحمر. وتحاط هذه الزخارف بخطوط سوداء دقيقة تجعلها بارزة على أرضيتها البيضاء.

## الوحدات الزخرفية القاشانية
وقد انتشر استعمالها كثيرا في تزيين جدران العمارات في العهد العثماني، وتتالف الزخارف القاشانية من موضوعات كتابية ونباتية وهندسية.
- الكتابة تنص على آيات قرآنية أو جمل تتعلق بجوادث تاريخية مكتوبة بالخط الفارسي.
- النباتية تتكون من أزهار طبيعية كالزنبق والقرنفل والورد وأشجار السرو.
- الهندسية تتالف من أشكال ومضلعات هندسية مختلفة.